# Đầu máy lớp 230
Đầu máy lớp 230 là một số dòng đầu máy hơi nước khổ mét được sử dụng trên Đường sắt Việt Nam. Số hiệu '230' là chỉ cách sắp xếp bánh xe 4-6-0 của chúng.
Một số biến thể phụ có cùng cách sắp xếp bánh xe này bao gồm 230-001, 230-301 và 230-401.

## Lịch sử
Có rất ít thông tin về lớp đầu máy này. Đầu máy do hãng J  F Cail sản xuất, được thực dân Pháp sử dụng tại Huế cũng như một vài nơi khác trong thời kỳ Pháp thuộc. Một vài đầu máy được sử dụng ở Miền Nam Việt Nam tại tuyến đường sắt Tháp Chàm trong thập niên 1960.

## Hiện vật được trưng bày
| Số hiệu | Nơi trưng bày                  |
| ------- | ------------------------------ |
| 231-002 | Nhà máy Battambang (thành phố) |
| 231-003 | Nhà máy Battambang (thành phố) |
| 231-004 | Nhà máy Battambang (thành phố) |
| 231-406 | Ga Phnôm Pênh                  |